# Sitzenkirch
Sitzenkirch ist ein Stadtteil der Stadt Kandern im südlichen Schwarzwald in Baden-Württemberg. Gelegen an den südlichen Ausläufern des Blauen (auch Hochblauen), bietet der Ort viele Möglichkeiten für Wanderungen. Er hat einen dörflichen Charakter und ist umgeben von Wiesen und Wäldern.

## Geographie und Nachbarorte

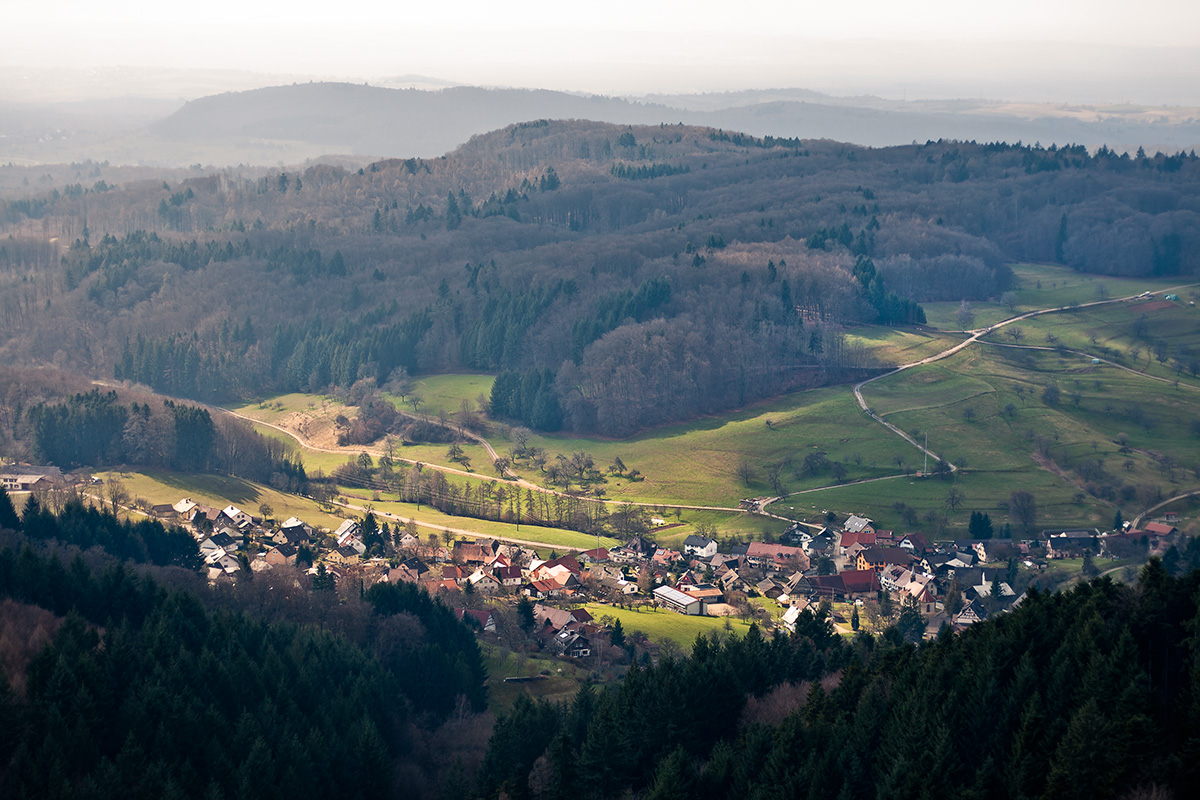
Sitzenkirch gesehen von der Ruine Sausenburg

Sitzenkirch besitzt drei Zufahrtsstraßen, welche in südliche, östliche und nördliche Richtung führen. Die Hauptachse führt in Nord-Süd-Richtung über die Landesstraße 132 (Breitestraße) von Kandern nach Badenweiler über Sehringen.

Von Kandern steigt die 3,7 Kilometer lange Straße über 123 Höhenmeter an und führt auf den 474 m hohen Pass St.-Johannis-Breite, was einer durchschnittlichen Gradiente von 3,3 % entspricht. Der kleine Pass verbindet das Eggenertal mit dem Lippisbachtal. Auf der Passhöhe befinden sich der Breitenhof, westlich davon ist ein Wanderparkplatz. Am Pass verläuft ebenfalls die Grenze zwischen Kandern und der Verwaltungsgemeinschaft Schliengen. Die Nordwestrampe zweigt einen knappen Kilometer nördlich der Passhöhe von der L 132 nach Westen in Richtung Obereggenen ab. Die insgesamt 2,7 Kilometer lange Strecke überbrücke 128 Höhenmeter und entspricht einer durchschnittlichen Gradiente von 4,7 %.
In der Ortsmitte Sitzenkirchs zweigt von der L 132 eine weitere Passstraße (K 6313) nordöstlich in Richtung Käsacker ab und führt weiter nach Vogelbach.

## Geologie
Die relativ kleine Gemarkung umfasst eine ganze Anzahl geologischer Einheiten. Im Wesentlichen ist dafür die das Gemeindegebiet von Nord nach Süd querende große Schwarzwaldrandverwerfung verantwortlich. Diese zieht vom Bürgelnwald über die Stelle, östlich am Rebberg vorbei zur Mühlenmatt, wird dort durch eine kleine Querverwerfung (welcher hier der Lippisbach ein Stück weit folgt) etwas nach W abgelenkt. Sie setzt sich dann durch die Wohnbebauung zwischen Wässerleweg und Oberem Garten, dann östlich am Wässerlehof vorbei Richtung Mohrensattel fort.
Östlich dieser Störung befinden wir uns im bewaldeten kristallinen Grundgebirge des Schwarzwaldes. Hier steht durchwegs der hell- bis rötlichgraue Malsburggranit an, in den der Lippisbach und seine Nebenbäche ihre Täler eingefurcht haben. Große Blöcke dieses Granits wurden bei der Stützmauer des Rebhäuschens verbaut.
Westlich der Schwarzwaldrandverwerfung befinden wir uns in der Schwarzwaldvorbergzone, in der sich bei der Rheingrabenbildung Schichten des Deckgebirges erhalten haben, die einst auch auf dem Gebiet des Schwarzwalds lagerten, dort aber schon weitestgehend der Abtragung anheimgefallen sind. Das zerbrochene Deckgebirge bildet auf der Sitzenkircher Gemarkung die Bruchschollenlandschaft der Schwarzwaldvorberge.
Am Mühlenrain und weiter nordwärts folgen von Ost nach West unterschiedlich breite, Nord-Süd streichende Streifen von Buntsandstein, Muschelkalk und Keuper, also die normale triassische Schichtenfolge, allerdings nicht übereinander, sondern nebeneinander. Die starke Vertikalbewegung beim Aufsteigen des Schwarzwaldes hat dazu geführt, dass die Schichten nahe der Schwarzwaldrandverwerfung steil nach oben „geschleppt“ wurden, sodass sie an manchen Stellen sogar mehr oder weniger senkrecht stehen. Dieser Schichtenschleppung ist das Nebeneinander der Schichten zu verdanken. Lösslehm und Fließerdedecken verwehren allerdings weitflächig den Blick in den tieferen Untergrund. Das gilt insbesondere für die breite, wellig gegliederte Mulde zwischen dem Dorf und Sankt Johannisbreite. Hier zeigten spärliche Aufschlüsse, dass vom Ortsausgang über den Stegacker und Langacker bis zur St. Johannis Breite bereits die nächstjüngere Schichtenfolge, der Unterjura (Lias), den Untergrund bildet. Den Osthang von Steineck und Stutz bauen nur noch leicht zum Schwarzwald hin ansteigende Mitteljura-(Dogger-)schichten auf. Wir sind hier außerhalb des Bereichs der steilen Schichtenschleppung zur Schwarzwaldrandverwerfung hin. Die Schichten lagern deshalb normal übereinander. Unten ist es u. a. der rutschgefährdete Opalinuston, darüber zuoberst der aus harten Kalken bestehende Hauptrogenstein, der die bewaldete, in sich zerbrochene und zertalte Jurakalktafel von Rüttenen-Steineck-Hohfohren-Schorner bildet.
Südlich des Dorfes hat der Lippisbach sein Tal zwischen unterschiedliche Mitteljuraschichten gegraben. Westlich ist es wieder der Hauptrogenstein, östlich sind es vorwiegend weichere, lössbedeckte Sedimente um den Weiler Wässerlehof. Unmittelbar nördlich der Liebenau taucht direkt an der Schwarzwaldrandverwerfung eine kleine Unterjurascholle auf, südlich davon eine kleine Partie von Buntsandstein und Keuper.
Informativer Rundgang: Der Weg vom Mühlenrain zum Rebhäuschen führt zunächst über Keupertone (gelegentlich sind dessen bunte Farben in tieferen Viehtrittspuren zu sehen). Beim Rebhäuschen erreicht man den in einem verwachsenen Steinbruch hinterm Waldrand sichtbaren Muschelkalk. Beim Abstieg zur oberen Mühlenstraße taucht am Wegbord der Buntsandstein auf, und nach dem Queren der Schwarzwaldrandverwerfung nahe der Einmündung in die K6313 wird der Malsburggranit erreicht.

## Geschichte
Die erste urkundliche Erwähnung als „Sitzenkirken“ erfolgt 1120 in Zusammenhang mit der Gründung eines benediktinischen Frauenklosters, das auf dem Boden einer Schenkung an das Kloster St. Blasien entstand. Die geistliche Betreuung erfolgte durch den Propst von Bürgeln.
Kloster Sitzenkirch und Dorf Sitzenkirch wurden 1272 Opfer einer Fehde zwischen Rudolf I. von Habsburg und dem Bischof von Basel, Heinrich III. von Neuenburg-Erguel. Ein Brand zerstörte das Kloster bis auf die Grundmauern, auch Teile des Ortes waren betroffen. Die jetzige Kirche im romanischen Stil entstand 1290 und wurde dem Heiligen Hilarius geweiht.
Die Markgrafen Hachberg-Sausenberg, Rudolf III. und Otto, stifteten der Kirche 1366 den Altar zum Heiligen Kreuz. Markgraf Otto wurde 1384 in der Kirche zu Sitzenkirch beigesetzt. An ihn und seine ebenfalls in der Kirche beigesetzten Verwandten, Markgraf Heinrich († 1318) und Markgraf Hugo († 1448) erinnern mit Wappen geschmückte Grabplatten.
Das Kloster wurde 1492 wurde als selbstständige Propstei in das Kloster St. Blasien eingegliedert. Im Bauernkrieg wurde am 3. Mai 1525 das ganze Dorf und das Kloster verwüstet, nur die Kirche blieb verschont. Die Nonnen flüchteten nach Basel und kehrten nicht mehr zurück.

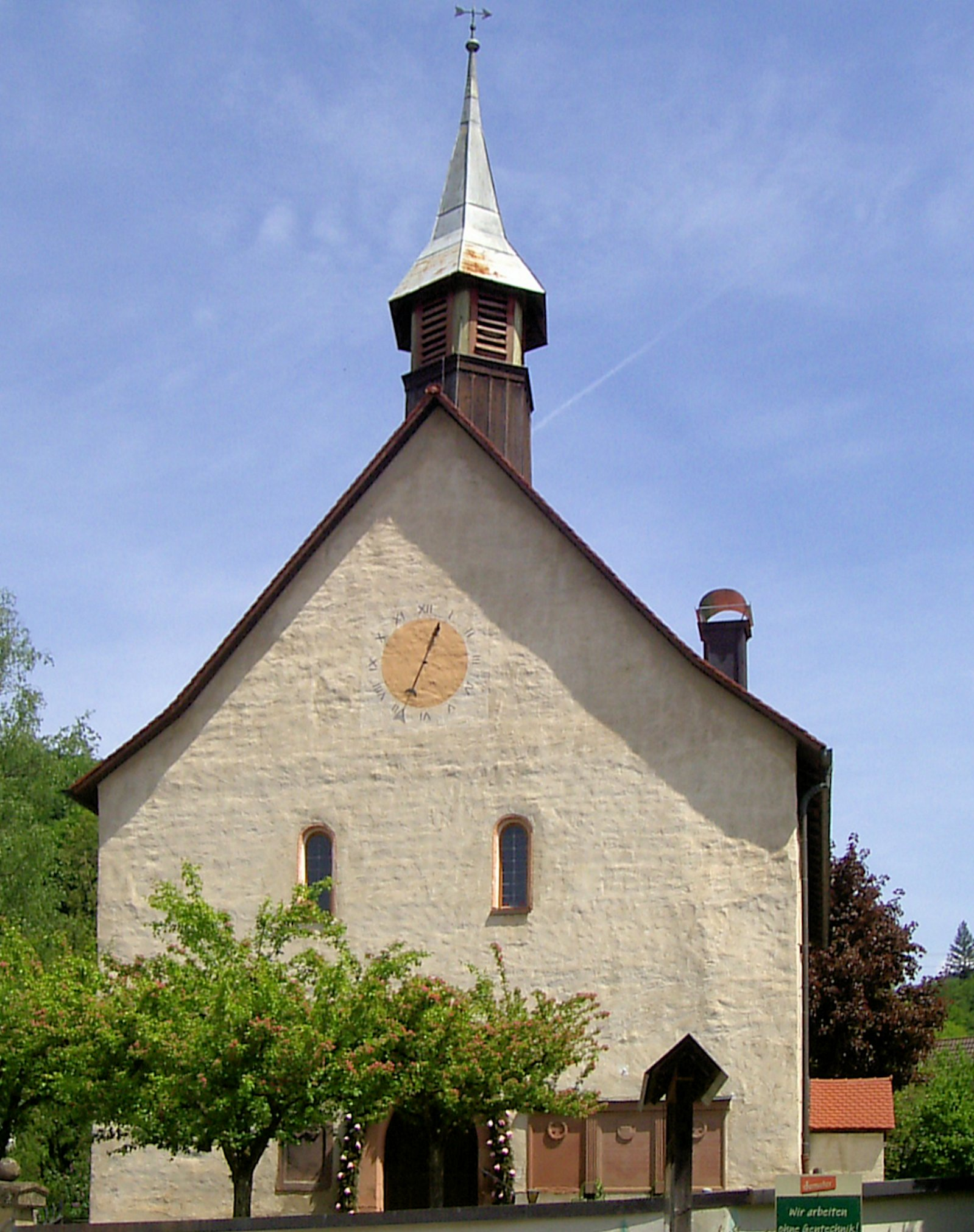
Klosterkirche in Sitzenkirch

Im Jahr 1597 findet sich die erste urkundliche Erwähnung der Mühle. Die Mühle ging 1611 in den Besitz der Familie Kammüller über. Der Bau der Mühle, wie sie heute noch erhalten ist und besichtigt werden kann, fand 1755 statt.

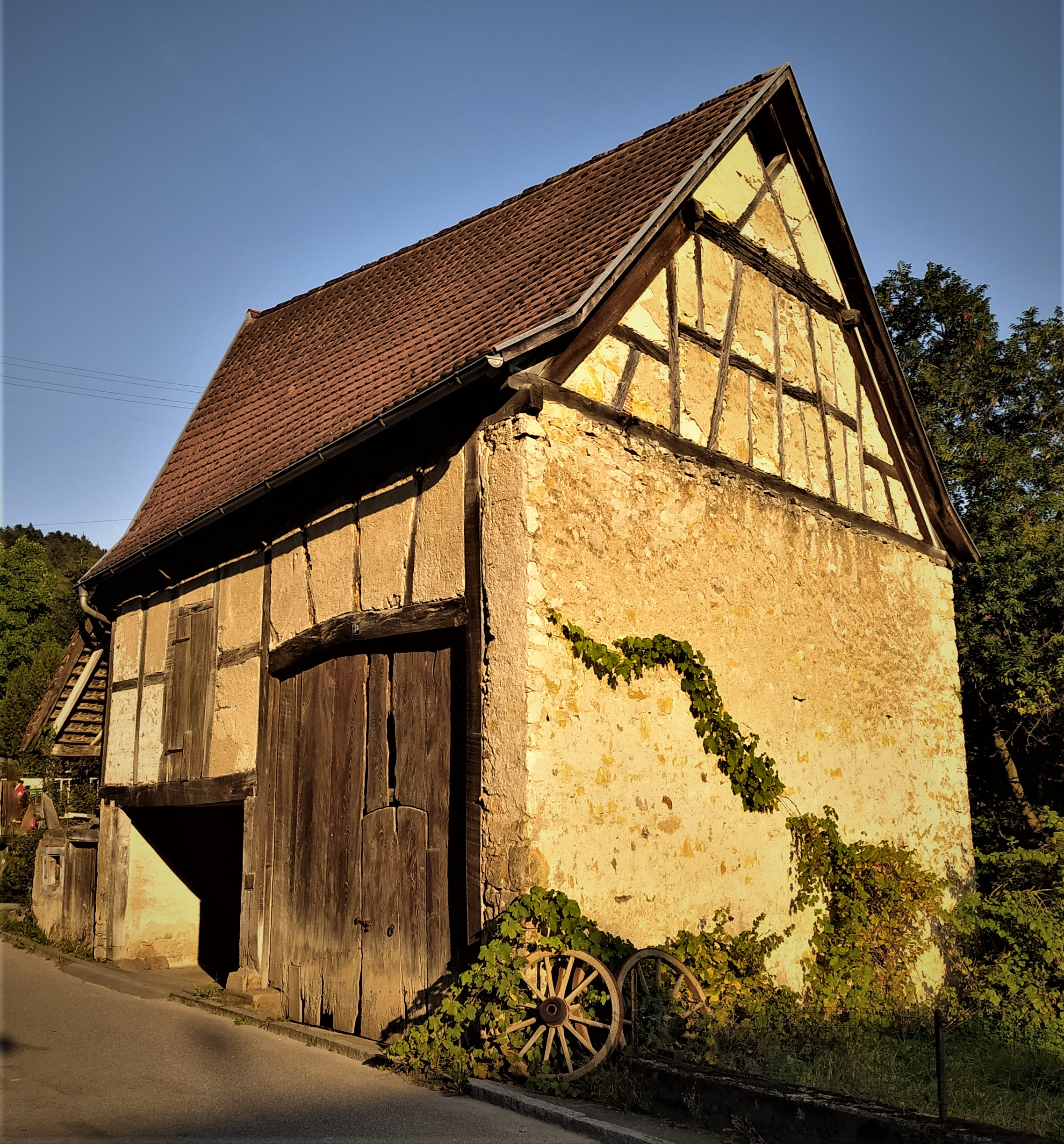
Ortsbild Sitzenkirch

In der Schlacht bei Schliengen am 24. Oktober 1796 fanden in und um Sitzenkirch heftige Kämpfe zwischen den österreichischen Truppen unter General Nauendorf und den französischen Verbänden unter General Ferino statt, wobei die Österreicher letztlich den Ort einnahmen.
1822 kaufte Karl Köllner auf dem ehemaligen Klosterareal ein Haus und eine Landwirtschaft, nachdem sich der ursprünglich beabsichtigte Kauf von Schloss Bürgeln zu lange hinzog. Köllner gehörte zur evangelischen Missionsbewegung und begründete in Sitzenkirch ein Heim für verarmte Judenkinder. Nachdem Rabbiner sich gegen die Abwerbung jüdischer Kinder wehrten, stellte Köllner sein Konzept um und führte nun ein Heim für schwer erziehbare, verwahrloste Christenkinder, wie gleichzeitig eines auf Schloss Beuggen durch Christian Friedrich Spittler betrieben wurde.
Nach dem Zweiten Weltkrieg wurde Sitzenkirch 1949 ein selbständiges Dorf im damaligen Landkreis Müllheim. Durch eine Gemeindereform wurde Sitzenkirch am 1. März 1974 ein Teilort der Stadt Kandern im Landkreis Lörrach.
1972 mietete das Janz Team in Sitzenkirch ein Gebäude, in dem Klassen der 1973 in „Black Forest Academy“ umgetauften Schule für Missionarskinder unterrichtet wurden. Bis 1997 wurden die meisten Klassen nach Kandern verlegt. 2009 begründete die Black Forest Academy zusammen mit der Freien Evangelischen Schule in Sitzenkirch eine bilinguale Grundschule (deutsch/englisch).
Am 21. Juli 2000 führte die 246,5 Kilometer lange 18. Etappe der 87. Tour de France von Lausanne bis nach Freiburg im Breisgau etwa gegen 16:28 Uhr durch Sitzenkirch. Die letzte Sprintwertung vor dem Ziel in Freiburg wurde in Sitzenkirch abgenommen. Der in einer Ausreißergruppe befindliche Jacky Durand konnte vor Salvatore Commesso, dem spätere Etappensieger, und Jens Voigt die Sprintwertung für sich entscheiden.

## Dialekt
In Sitzenkirch wird Hochalemannisch gesprochen.

## Sehenswürdigkeiten
An Sehenswürdigkeiten bietet Sitzenkirch die Klosterkirche mit Grabplatten im Chor und ein oberschlächtiges altes Mühlrad.

## Vereine und Institutionen
Im Ort gibt es die Freiwillige Feuerwehr, Abteilung Sitzenkirch. Die Freiwillige Feuerwehr in Kandern wurde am 1. März 1862 gegründet.
Der Gesangverein Sitzenkirch 1864 e. V. wurde 1864 gegründet und nach über 100 Jahren im Jahr 2007 geschlossen.
Seit 2016 gibt es den Kinderchor „Dorfhoppsa“, der auch für kleinere Kinder eine musikalische Aktivität bietet.
Seit 2018 gibt es den Motorsportclub MSC Sitzenkirch, welcher unter anderem regelmäßig gut besuchte Oldtimertreffen für Motorräder, Autos und Traktoren veranstaltet.

## Fremdenverkehr
In Sitzenkirch gibt es Wanderwege, zum Beispiel zum Schloss Bürgeln, zur Sausenburg oder auch zum Hochblauen.

## Weinbau
Im Jahre 1843/44 wurden unter- und oberhalb des Rebhäuschens zwei Hektar Reben angepflanzt. Zu dieser Zeit hatten alle Familien im Dorf noch eigene Reben. Bedingt durch vielfältige Beeinträchtigungen wie Frost, Schädlinge und schwache Erträge wurde der Rebanbau am Anfang der 1950er Jahre nach und nach verkleinert. Heute wird nur noch eine Parzelle mit der Sorte Spätburgunder von einer Familie bewirtschaftet.